# Ivan Ionaș
Ivan Ionaș (n. 20 decembrie 1956, Cărpineni, RSS Moldovenească, URSS – d. 8 noiembrie 2014, Chișinău, Republica Moldova) a fost un politician din Republica Moldova, deputat în Parlamentul Republicii Moldova între anii 2010 și 2014. El a fost membru al Partidului Liberal Democrat din Moldova din anul 2007 și pentru alegerile parlamentare din 30 noiembrie 2014 a fost înscris cu numărul 52 în lista de candidați ai PLDM. Tot din 2010 acesta a fost și consilier raional în raionul Cantemir.
Ivan Ionaș a murit pe 8 noiembrie 2014, la Spitalul de Urgență din Chișinău, în urma unui atac cerebral. A fost înmormântat la Cimitirul Central din Chișinău.